# Estadio Rudolf Illovszky
El Illovszky Rudolf Stadion es un estadio de fútbol en la ciudad de Budapest en Hungría. El estadio fue inaugurado el 12 de febrero de 1960 y en él disputa sus partidos como local el club Vasas Budapest. El estadio, tras ser completamente reconstruido en 2019, tiene capacidad para 5 054 espectadores. Lleva el nombre de Rudolf Illovszky, histórico entrenador del club y jugador de la Selección de fútbol de Hungría.

## Historia
El estadio fue inaugurado el 12 de febrero de 1960 y llegó a contar con una capacidad para 18 000 espectadores. El 2 de junio de 1990 se disputó el primer partido internacional de selecciones en el estadio, cuando Hungría jugó un amistoso contra Colombia, que ganó el equipo magiar (3-1).
El 10 de octubre de 2016 fue anunciado por parte del club que el partido disputado el 29 de octubre de ese mismo año contra el Videoton será el último del Vasas en el estadio, que será derruido y construido uno nuevo en el mismo lugar.
El 5 de julio de 2019 el estadio fue reinaugurado con la celebración de un partido amistoso entre el Vasas SC y FC DAC 1904 Dunajská Streda.